# Ooencyrtus minor
Ooencyrtus minor is een vliesvleugelig insect uit de familie Encyrtidae. De wetenschappelijke naam is voor het eerst geldig gepubliceerd in 1906 door Perkins.